# Paul Illmer
Paul Illmer (* 5. Juni 1900; † 11. April 1995) war ein deutscher Kletterer und Bergsteiger. Er gilt als der älteste All-Gipfel-Besteiger der Sächsischen Schweiz.

## Leben
Bereits frühzeitig interessierte sich Paul Illmer für Natur und Bergsteigen. Mit dem Klettern begann er im Alter von 15 Jahren am Türkenkopf im Rathener Klettergebiet im Elbsandsteingebirge. Im Alter von 87 Jahren hatte er alle 1099 Klettergipfel der Sächsischen Schweiz bestiegen.	
Als er in den 1920er Jahren in die Arbeitslosigkeit geriet, verdiente er sich als Fotomodell beim Dresdner Landschaftsfotografen Walter Hahn Geld hinzu. An schwierigen Kletterwegen im Elbsandsteingebirge ließ er sich für Ansichtskarten fotografieren, zum Beispiel als Alleingänger am Schusterweg oder an der Barbarine. Später war er beruflich als Laborhelfer tätig. Aufgrund einer Fußverletzung wurde er nicht zum Wehrdienst einberufen.
Nach dem Zweiten Weltkrieg wurde er für viele Jahre Kreisfachausschuss-Vorsitzender und Sektionsleiter Touristik der im Deutschen Sportausschuß organisierten Wanderer und Bergsteiger in Dresden.
Als aktiver Sänger betätigte er sich im Bergsteigerchor „Kurt Schlosser“.
Am 8. August 1985 feierte er sein 70-jähriges Kletterjubiläum am Türkenkopf.
Ihm wird der Ausspruch zugeschrieben: Es ist leichter, ein guter Kletterer zu werden, als ein alter Bergsteiger.

## Ehrungen
Seit 1922 trägt der Illmerweg (VIIc) am Falkenstein in der Sächsischen Schweiz seinen Namen, den er anlässlich seines 22. Geburtstages begangen hatte. Dieser Weg ist unter Kletterern legendär durch den als „Briefkasten“ bekannten Vorsprung mit Überhang.